# شیشه‌ماهی دراز
شیشه‌ماهی دراز (نام علمی: Chanda nama) نام یک گونه از خانواده شیشه‌ماهیان آسیایی است.